# Municipi de Viļaka
El municipi de Viļaka (en letó: Viļakas novads) és un dels 110 municipis de la República de Letònia, que es troba localitzat al nord-est del país bàltic, i que té com a capital la localitat de Viļaka. El municipi va ser creat l'any 2009 després de la reorganització territorial.

## Ciutats i zones rurals
- Kupravas pagasts (zona rural)
- Medņevas pagasts (zona rural)
- Susāju pagasts (zona rural)
- Šķilbēnu pagasts (zona rural)
- Vecumu pagasts (zona rural)
- Viļaka (ciutat)
- Žīguru pagasts (zona rural)

## Població i territori
La seva població està composta per un total de 6.545 persones (2009). La superfície del municipi té uns 639,7 kilòmetres quadrats, i la densitat poblacional és de 10,23 habitants per kilòmetre quadrat.